# Das Phantom von Hollywood
Das Phantom von Hollywood ist ein Fernseh-Thriller von 1974, der entfernt auf Gaston Lerouxs „Das Phantom der Oper“ basiert.

## Handlung
Die Geschichte spielt auf einem riesigen stillgelegten Studiogelände, die wenigen Angestellten, die das Grundstück verwalten erzählen sich Geschichten über einen Geist, der in Gestalt eines maskierten Henkers über das Gelände schleicht.
Der geheimnisvolle Henker ist der verschollene Shakespeare-Darsteller Karl Vonner, der nach einem Unfall (bei den Dreharbeiten zu einem Film gab es eine Verwechslung bei den Pyroeffekten und eine Sprengladung explodierte vor seinem Gesicht) schwere Verbrennungen erlitt und danach aus dem Krankenhaus verschwunden war.
Sein Zwillingsbruder Otto hatte ihn auf dem Studiogelände versteckt und sich die Geschichte über den Geisterhenker ausgedacht.
Als das Studiogelände abgerissen werden soll, versucht Karl Vonner, wahnsinnig und vollkommen in seiner Shakespeare-Welt verloren, mit einer Reihe von Terrorattacken dies zu verhindern, hat er doch auf diesem Gelände seine größten Leinwanderfolge gefeiert.
Er entführt auch eine junge Schauspielerin, die bei der Abschiedsfeier des Studiogeländes zu Gast ist und tötet sogar seinen eigenen Bruder, der die Wahrheit über ihn erzählen wollte, er erschlägt ihn mit einer kronleuchter-ähnlichen Kulisse.
Die junge Frau schafft es ihn davon zu überzeugen sie gehen zu lassen, Vonner selbst weigert sich sein unterirdisches Versteck zu verlassen, obwohl die Abrissarbeiten inzwischen begonnen haben und durch die Erschütterungen die morschen Stützbalken der Decke immer mehr nachgeben.
Am Ende des Films stürzt sich das „Phantom von Hollywood“ von einer Brücke des alten Filmgeländes (der Sturz wird in Zeitlupe mit Unterbrechungen gezeigt und bei jeder Unterbrechung werden in Rückblenden einige Filmszenen aus dem Film wieder gezeigt) und beim Aufschlag werden dann einige Bilder des Schauspielers Jack Cassidy (vermutlich ehemalige Autogrammkarten an der Wand) gezeigt, die mit der deutschen Synchronstimme des „Phantoms“ (Christian Brückner) textlich (das „Phantom“ erzählt über sich) untermalt werden, damit endet dann der Film vollständig und der Abspann läuft.

## Synchronisation
Die Synchronsprecher sind: Evelyn Maron (Skye Aubrey), Christian Bruckner und Peter Schiff (Jack Cassidy), Gerd Duwner (Jackie Coogan), Heinz Theo Branding (Broderick Crawford), Ulrich Gressieker (Peter Haskell), Hermann Ebeling (John Ireland), Jürgen Thormann (Peter Lawford) und Manfred Grote (Regis Toomey).

## Kritiken
- Lexikon des internationalen Films: Fürs Fernsehen entstandener, nur mäßiger unterhaltsamer Kriminal- und Gruselfilm als Abgesang auf die einstige Größe Hollywoods, nach Motiven der klassischen Gruselgeschichte „Das Phantom in der Oper“.[1]

- Cinema: Viel Lärm um wenig: effektheischende „Phantom der Oper“-Variante.